# 井口堂
井口堂（いぐちどう）は、大阪府池田市にある地名である。一丁目から三丁目まである。郵便番号は 563-0023 である。当地域の人口は、2017年12月末時点で 5,161 人である（池田市市民生活部総合窓口課の資料による）。面積は、2018年3月末時点で 0.402 平方キロメートルである（池田市市長公室広聴文書課の資料による）。

## 地理
池田市の南東部に位置する。南西部に一丁目があり、北西部に二丁目があり、東部に三丁目がある。北は、旭丘一丁目、三丁目と、北東は、箕面市と接しており、南東は、石橋二丁目と接している。南西は、天神一丁目、荘園一丁目と接しており、西は、鉢塚三丁目と接している。
当地域の南東端部を、箕面川が南西流しており、同河川には、車瀬橋や箕面川橋などが架橋されている。当地域の南西端部を、阪急電鉄宝塚本線が通っている。当地域の南部を、国道171号池田バイパスおよび国道176号が通っている。鉢塚三丁目との境の大部分を、市道宮之前東畑線（東畑住吉線）が通っている。当地域の大部分を、住宅地域が占めている。当地域は、池田市立石橋小学校および池田市立石橋中学校の校区に含まれる。

### 地価
井口堂の地価は2020年（令和2年）1月1日の公示地価によれば井口堂1丁目3-16の地点で20万5,000円/m2となっている。

## 歴史
井口堂の地名は、泉や井戸などの水利事業に従事した秦井手小足の「井手」に由来するという説がある。1871年（明治4年）、江戸時代から続いていた摂津国豊島郡井口堂村が大阪府の所属となる。1889年（明治22年）、井口堂村が北豊島村井口堂となる。1935年（昭和10年）、北豊島村井口堂が池田町井口堂となる。1939年（昭和14年）、池田町井口堂が池田市井口堂となる。1944年（昭和19年）、池田市井口堂が池田市井口堂町となる。

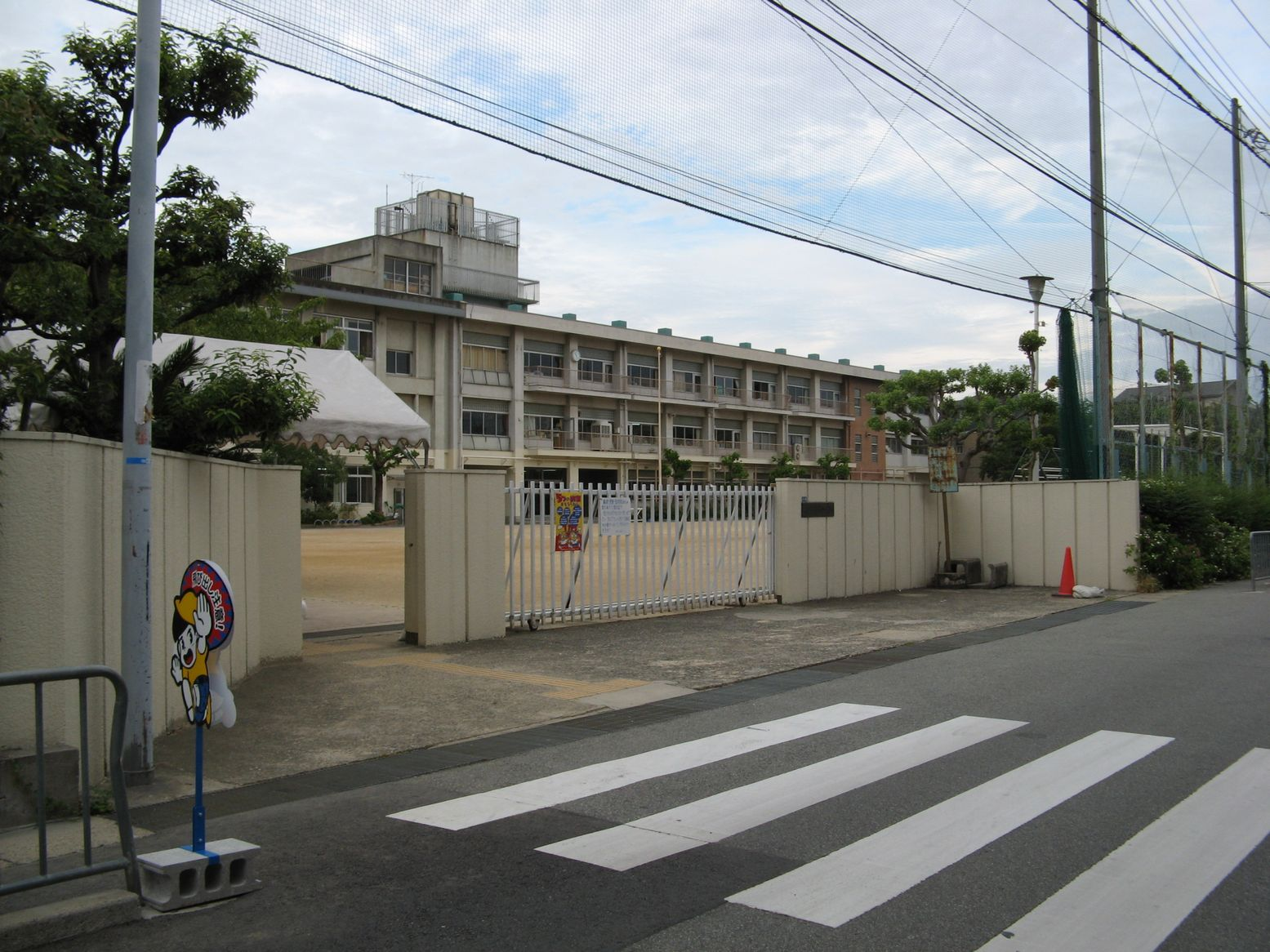
池田市立石橋小学校

1953年（昭和28年）4月1日、池田市立石橋小学校が三丁目に開校される。同年、池田市立石橋幼稚園が三丁目に開園される。1965年（昭和40年）9月1日、井口堂町、尊鉢町、畑町、才田町の各一部が、井口堂一丁目から三丁目となる。1969年（昭和44年）、狭間池が埋め立てられる。1970年（昭和45年）4月、池田市立石橋保育所が三丁目に開所される。同年、石橋公園が三丁目に開設される。
1971年（昭和46年）、軽費老人ホーム 万寿荘が三丁目に開所される。1976年（昭和51年）6月、井口堂北会館が一丁目に開館される。1978年（昭和53年）4月1日、池田市立石橋中学校が三丁目に開校される。1988年（昭和63年）、とよす三菓亭が竣工される。2013年（平成25年）6月21日、手作りジャムの専門店、タツタジャムが一丁目に開店される。2015年（平成27年）4月1日、特別養護老人ホームオレンジ池田が二丁目に開設される。2016年（平成28年）7月11日、阪急電鉄の高架下に保育施設「ふくまるキッズ園」が開設される。同年10月、ロケット洋菓子店が開店される。2017年（平成29年）4月1日、タツタジャムが上池田二丁目に移転される。2020年（令和2年）1月6日、焼き菓子専門店、フィールグラッド (Feel Glad) が一丁目に開店される。同年4月17日、寿司兼居酒屋「篝火」が一丁目に開店される。同年10月15日、スパイスカリー マハが三丁目に開店される。2021年（令和3年）1月14日、ザめしや 池田店が閉店される。同年10月、焼肉レストラン「ゆたか」が一丁目に開店される。

## 施設
- 井口堂北会館[2]
- 石橋保育所[2]
- 池田市立石橋小学校[2]
- 池田市立石橋中学校[2]
- 軽費老人ホーム 万寿荘[2]

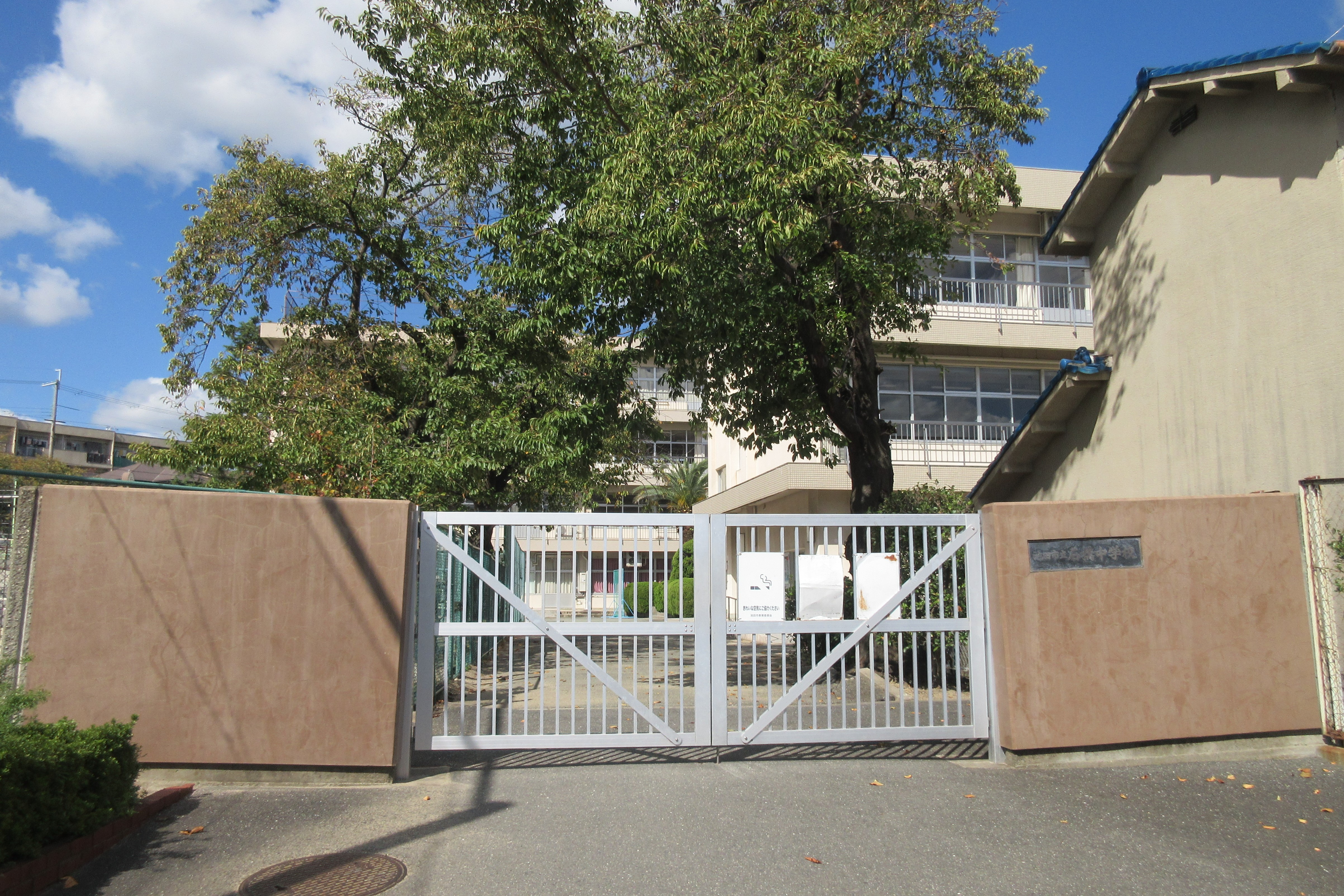
池田市立石橋中学校

- 特別養護老人ホーム オレンジ池田[2]
- ローソン 池田井口堂一丁目[35]
- 三菓亭[21]
- 石橋公園[36]
- 井口堂公園[36]

### かつて存在した施設
- 喫茶ラクタ[31][37]
- ザめしや 池田店[32][33]